# Eutreta frontalis
Eutreta frontalis är en tvåvingeart som beskrevs av Charles Howard Curran 1932. Eutreta frontalis ingår i släktet Eutreta och familjen borrflugor. Inga underarter finns listade i Catalogue of Life.